# سكالا أوروبو
سكالا أوروبو (Σκάλα Όρωπού) هي مدينة في إقليم أتيكا في اليونان.